# Brian Naylor
John Brian Naylor (1923. március 24. – 1989. augusztus 8.) brit autóversenyző, volt Formula–1-es pilóta.

## Pályafutása
1957 és 1961 között a Formula–1-es világbajnokság nyolc versenyén szerepelt. Az 1957-es német nagydíjon debütált a sorozatban, noha ekkor mint Formula–2-es versenyző állt rajthoz. A futamon a tizenharmadik helyen ért célba, ez volt karrierje legjobb helyezése melyet mindössze egyszer, az 1960-as brit versenyen tudott megismételni.
1958-ban és 59-ben jelen volt a Le Mans-i 24 órás versenyen.

## Eredményei

### Teljes Formula–1-es eredménysorozata
(Táblázat értelmezése)

(Félkövér: pole-pozícióból indult; dőlt: leggyorsabb kört futott) 

| Év   | Csapat     | Modell        | Motor               | 1   | 2      | 3   | 4   | 5      | 6      | 7      | 8      | 9      | 10     | 11  | Helyezés | Pont |
| ---- | ---------- | ------------- | ------------------- | --- | ------ | --- | --- | ------ | ------ | ------ | ------ | ------ | ------ | --- | -------- | ---- |
| 1957 | J B Naylor | Cooper T43 F2 | Climax Straight-4   | ARG | MON    | 500 | FRA | GBR    | GER 13 | PES    | ITA    |        |        |     | -        | 0    |
| 1958 | J B Naylor | Cooper T45 F2 | Climax Straight-4   | ARG | MON    | NED | 500 | BEL    | FRA    | GBR    | GER Ki | POR    | ITA    | MOR | -        | 0    |
| 1959 | J B Naylor | JBW           | Maserati Straight-4 | MON | 500    | NED | FRA | GBR Ki | GER    | POR    | ITA    | USA    |        |     | -        | 0    |
| 1960 | J B Naylor | JBW           | Maserati Straight-4 | ARG | MON Nk | 500 | NED | BEL    | FRA    | GBR 13 | POR    | ITA Ki | USA Ki |     | -        | 0    |
| 1961 | J B Naylor | JBW           | Climax Straight-4   | MON | NED    | BEL | FRA | GBR    | GER    | ITA Ki | USA    |        |        |     | -        | 0    |

### Le Mans-i 24 órás autóverseny
| Év   | Csapat         | Autó                  | Csapattárs       | Helyezés |
| ---- | -------------- | --------------------- | ---------------- | -------- |
| 1958 | Bruce Halford  | Lister LM             | Bruce Halford    | 15.      |
| 1959 | A.G. Whitehead | Aston Martin DBR1/300 | Graham Whitehead | Kiesett  |

## Külső hivatkozások
- Profilja a grandprix.com honlapon (angolul)
- Profilja a statsf1.com honlapon (angolul)